# هانه‌دا ۲۳۵۰۴
سیارک ۲۳۵۰۴ (به انگلیسی: 23504 Haneda، نامگذاری:1992EX) بیست و سه هزار و پانصد و چهارمین سیارک کشف شده‌است که در ۷ مارس ۱۹۹۲ کشف شد.